# Мангаймський планетарій
Мангаймський планетарій (нім. Planetarium Mannheim) розташований у Мангаймі в Німеччині. Він є спадкоємцем одного з перших планетаріїв, побудованого в 1927 році. Проєкційний купол має висоту 20 метрів і вміщує 220 глядачів. Від 2002 року планетарій має сучасний проєкційний апарат «Універсаріум» виробництва Carl Zeiss.

## Історія
Перший планетарій у Мангаймі відкрили в 1927 році в нижньому Луїзенпарку. Він мав купол заввишки 24,5 метра і вміщав 514 глядачів. Його сильно пошкодили бомбардування 1943 року під час Другої світової війни, і в 1953 році його демонтували.
В рамках Федеральної садової виставки 1975 року висували плани будівництва нового планетарію. Особливо активною була громадянська ініціатива на чолі з фізиком Гайнцем Габером.
За допомогою гранту на 2 млн німецьких марок від федеральної землі Баден-Вюртемберг збудували і 2 грудня 1984 року відкрили новий планетарій. Він розташувався на східному в'їзді до міста на раніше незабудованій площі Європаплац між смугами автостради до Гейдельберга, нині це автошлях B37. Архітектором був Вільфрід Бек-Ерланг.
Планетарій використовував проєктор «Модель VI» фірми Carl Zeiss, на той час найпотужніший планетарний проєктор у світі. Після цього планетарій зазнав багатьох технічних удосконалень, таких як лазерна система та великоекранні відеопроєктори. У 2002 році планетарій за 3 млн євро придбав новий проєкційний апарат «Universarium IX» фірми Carl Zeiss.
Проєкційний купол має висоту 20 м і розрахований на 280 глядачів. У 2023 році Мангаймський планетарій провів близько 1200 подій і прийняв близько 150 тис. відвідувачів.

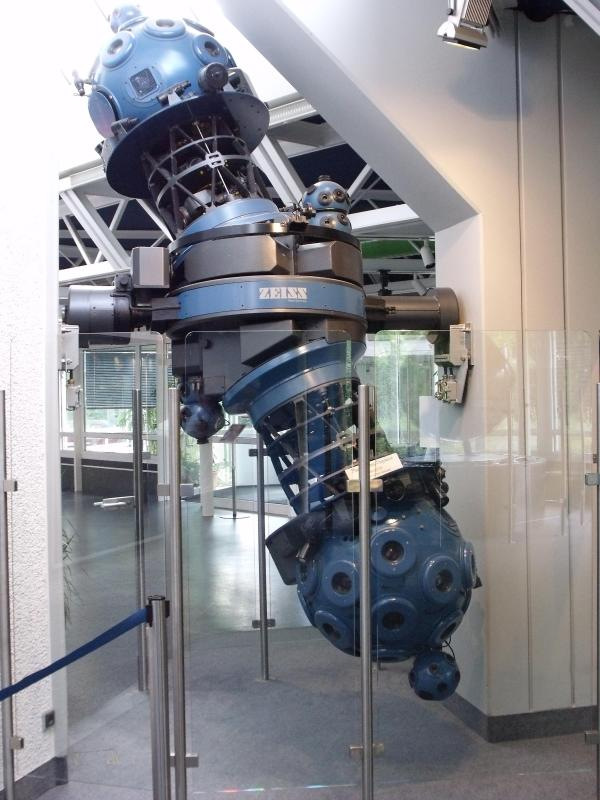
Модель VI
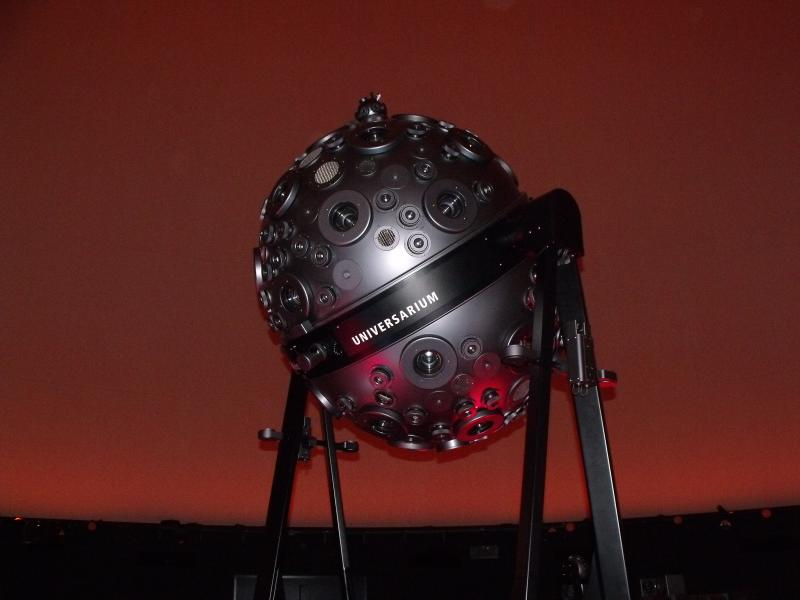
Універсарій IX
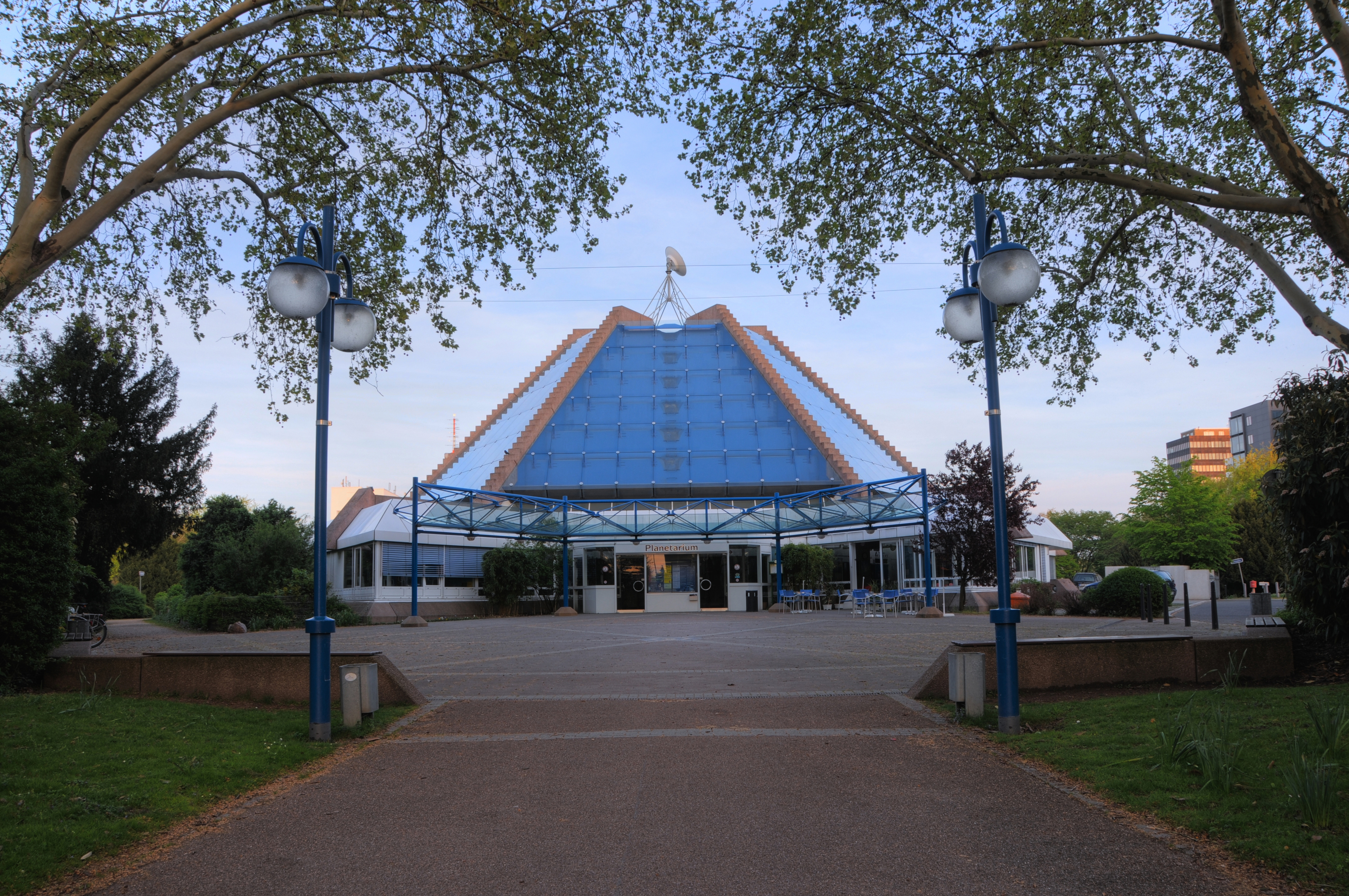
Вхід до планетарію
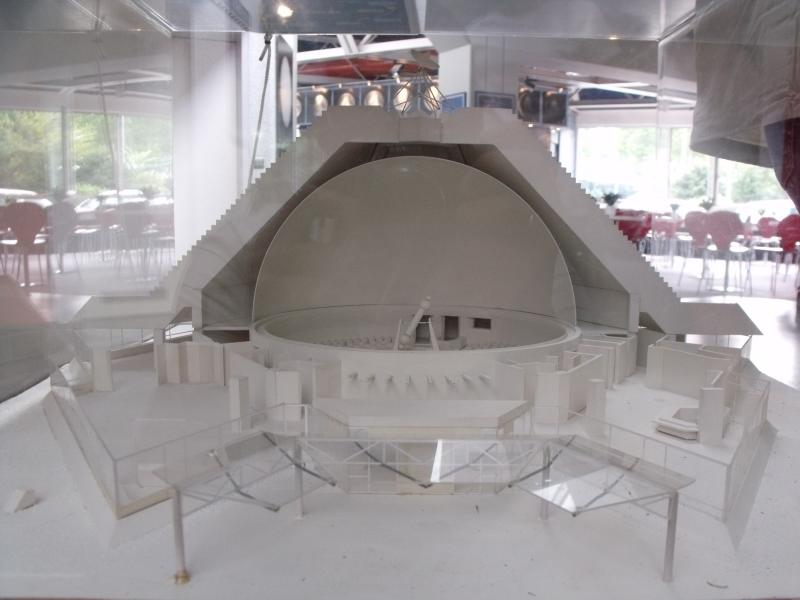
Модель планетарію